# Маяк Олдерни
Маяк Олдерни (англ. Alderney Lighthouse, Mannez Lighthouse) — маяк в проливе Ла-Манш. Расположен в северо-восточной части острова Олдерни, относящегося к территории Англии.

## Общая информация
Маяк острова Олдерни, построенный в 1912 году местным жителем Уильямом Бароном, служит ориентиром для проходящих кораблей, а также предупреждением судам об обманчивых водах вокруг острова.
Маяк располагается на северо-восточной оконечности острова, неподалёку от Форта Лез Омо Флорэн (Fort Les Hommeaux Florains) Возле острова наблюдается сильное морское течение, которое на протяжении истории не раз загоняло корабли на близлежащие рифы.
Стоимость строительства составила 22 000 фунтов стерлингов.
Маяк был электрифицирован в 1976 году и автоматизирован в 1997 году Последние смотрители покинули маяк 1 октября 1997 г.

## Технические характеристики
Механизм маяка весит 2,5 тонны. Он плавает в чаше с ртутью, поддерживаемый 16 боковыми опорами. Ртуть находится в герметичном резервуаре и обновляется каждые пять лет.
Высота маяка — 32 метра. Лампа находится на уровне 37 метров над уровнем моря во время прилива.
Сигнал виден за 23 морские мили при хорошей погоде.
Линза, сохранившаяся ещё с 1912 года, посылает 4 сигнала каждые 15 секунд.

## Туристическое значение
На Маяке регулярно проводятся экскурсии местными экскурсоводами Эн и Джоном Биман.
Добраться до Маяка можно на поезде по направлению к каменоломне или на автомобиле в сторону Сой-Бич и далее вдоль прибрежной дороги.